# Cyclops bohater
Cyclops bohater is een eenoogkreeftjessoort uit de familie van de Cyclopidae. De wetenschappelijke naam van de soort is voor het eerst geldig gepubliceerd in 1933 door Kozminski.